# Raphael Mbotela
 (décembre 2021).
Raphael Mbotela est un arbitre de football zambien connu pour avoir dirigé des matches internationaux malgré son très jeune âge.

## Biographie

### Carrière
L'arbitre zambien, alors âgé de 17 ans, dirige en décembre 2021 le match entre le Botswana et la Namibie, ce qui fait de lui le plus jeune arbitre à diriger un match entre joueurs internationaux,,. Auparavant, il avait été le quatrième officiel du match des garçons U17 entre l'Angola et le Botswana,.